# Bárdossy Mihály
Bárdossy Mihály (Rákospalota, 1826. szeptember 7. – Mezőkövesd, 1907. április 29.) katolikus plébános.

## Életútja
Atyját Károlyi István gróf az építkezéseknél mint pallért és szobafestőt alkalmazta. Gimnáziumi iskoláit Pesten és Budán végezte; 1844-ben az egri papnövendékek sorába lépett; 1849-ben misés pappá szenteltetett. 1850-től mint káplán Füzesabonyban, Makláron és Miskolcon (1854-55) működött; innen Zalkodra ment lelkész-helyettesnek. 1858-ban felsőmiskolci plébánossá neveztetett ki; 1872-ben állomását a zsérci parókiával cserélte fel. 1877. január 9-én tardi plébános lett. 1880-ban beutazta Olaszországot.
Egyházi beszédeket közölt tőle a Pázmány Füzetek és Füssy Kath. Lelki Pásztora, vegyes közleményeket az Idők Tanúja, Magyar Állam és Borsodmegyei Lapok (1889.)

## Munkái
- Emlékhangok, melyeket főtiszt. Szabó Román a minorita-rend kiérdemült főnöke, aranymiséje alkalmával az egybegyült néphez intézett. Miskolcz, 1858.
- Egyházi nefelejts. Uo. 1861. (Egyházi beszéd.)
- Egyházi beszéd, melyet szent István első apostoli magyar király nemzeti ünnepén Bécsben tartott. Eger, 1885.